# Portes du Soleil

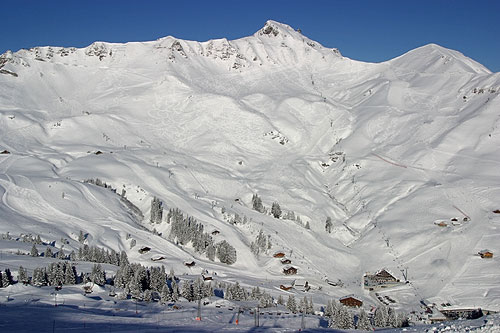
Montagne del comprensorio

Le Portes du Soleil (le Porte del Sole in italiano) sono un comprensorio sciistico che vanta 650 km di piste tra Francia e Svizzera.
I paesi che fanno parte di questo comprensorio sono Abondance, Avoriaz, La Chapelle-d'Abondance, Châtel, Les Gets, Montriond, Morzine, Saint-Jean-d'Aulps per quanto riguarda il territorio francese. Nel territorio svizzero aderiscono al comprensorio Champéry, Morgins, Torgon, Val-d'Illiez, Les Crosets, Champoussin.